# Рудник Амакан
Рудник Амакан — колишнє гірничодобувне підприємство на сході філіппінського острова Мінданао, яке займалось розробкою однойменного мідного родовища.
У 1963-му права на родовище Амакан придбала компанія Samar Mining Company, Inc. (SAMICO), яка на той час вже вела неподалік розробку мідних родовищ на ділянці Масара. Вона провела додаткові геологічні дослідження, проте так і не встигла довести проєкт до стадії розробки. У 1971-му сталась аварія на руднику Панораон (ще одне гірниче підприємство району північніше від Амакан), після чого SAMICO потрапила у скрутне становище та в якийсь момент передала свої права на Амакан компанії North Davao Mining Corporation (NDMC).
У 1982-му почалась розробка Амакан, при цьому видобуток вели відкритим способом, а добова проєктна потужність копальні становила 22 тисячі тонн руди.
Після скинення в 1986-му президента Маркоса, NDMC, що була тісно пов'язана із його режимом, потрапила під контроль державного агентства Assets Privatization Trust. Видобуток на Амакан тривав по 1992 рік, коли був зупинений через низькі ціни на мідь, зниження якості руди, погіршення стану обладнання та проблеми з менеджментом.
За період з 1982-го по 1992-й вилучено 50,2 млн тонн руди із середнім вмістом міді 0,39 % (та вмістом золота 0,3 грама на тонну). Залишкові ресурси родовища оцінюються у 65 млн тонн із середнім вмістом міді 0,34 % (та вмістом золота 0,4 грама на тонну).